# Meseret Defar
Meseret Defar Tola (Addis Abeba, 19 novembre 1983) è un'ex mezzofondista etiope, campionessa olimpica dei 5000 metri piani ad Atene 2004 e Londra 2012.

## Biografia
Nel suo palmarès figurano due titoli olimpici, ottenuti ai Giochi olimpici di Atene 2004 e Londra 2012 nei 5000 metri piani, ed un argento vinto a Pechino 2008 nella stessa distanza. Sempre nei 5000 m ha ottenuto anche due ori ai mondiali di Osaka 2007 e Mosca 2013, un argento a Helsinki 2005 e due bronzi a Berlino 2009 e Taegu 2011. Sulla distanza dei 3000 m piani ha inoltre vinto quattro ori ai mondiali indoor.
Ha stabilito in due occasioni il record mondiale dei 5000 m, prima con il tempo di 14'24"53 il 3 giugno 2006 a New York e successivamente con 14'16"63, ottenuto il 15 giugno 2007 ai Bislett Games di Oslo (record battuto da Tirunesh Dibaba il 6 giugno 2008). Ha inoltre detenuto anche i record mondiali indoor dei 3000 e dei 5000 m piani, rispettivamente con 8'23"72 (stabilito il 3 febbraio 2007 e migliorato da Genzebe Dibaba il 6 febbraio 2014) e 14'24"37 (stabilito il 18 febbraio 2009 e migliorato sempre da Genzebe Dibaba 19 febbraio 2015).

## Record nazionali
Seniores
- 2 miglia: 8'58"58 ( Bruxelles, 14 settembre 2007)

## Palmarès
| Anno | Manifestazione      | Sede        | Evento        | Risultato | Prestazione | Note                          |
| ---- | ------------------- | ----------- | ------------- | --------- | ----------- | ----------------------------- |
| 1999 | Mondiali U18        | Bydgoszcz   | 3000 m piani  | Argento   | 9'02"08     | Miglior prestazione personale |
| 2000 | Campionati africani | Algeri      | 5000 m piani  | Argento   | 15'49"86    |                               |
| 2000 | Mondiali U20        | Santiago    | 5000 m piani  | Argento   | 16'23"69    |                               |
| 2002 | Mondiali U20        | Kingston    | 3000 m piani  | Oro       | 9'12"61     |                               |
| 2002 | Mondiali U20        | Kingston    | 5000 m piani  | Oro       | 15'54"94    |                               |
| 2003 | Mondiali indoor     | Birmingham  | 3000 m piani  | Bronzo    | 8'42"58     |                               |
| 2003 | Mondiali            | Saint-Denis | 5000 m piani  | Batteria  | 15'11"72    |                               |
| 2003 | Giochi panafricani  | Abuja       | 5000 m piani  | Oro       | 16'42"0 m   |                               |
| 2004 | Mondiali indoor     | Budapest    | 3000 m piani  | Oro       | 9'11"22     |                               |
| 2004 | Giochi olimpici     | Atene       | 5000 m piani  | Oro       | 14'45"65    |                               |
| 2005 | Mondiali            | Helsinki    | 5000 m piani  | Argento   | 14'39"54    |                               |
| 2006 | Mondiali indoor     | Mosca       | 3000 m piani  | Oro       | 8'38"80     |                               |
| 2006 | Campionati africani | Bambous     | 5000 m piani  | Oro       | 15'56"00    |                               |
| 2007 | Giochi panafricani  | Algeri      | 5000 m piani  | Oro       | 15'02"72    |                               |
| 2007 | Mondiali            | Osaka       | 5000 m piani  | Oro       | 14'57"91    |                               |
| 2008 | Mondiali indoor     | Valencia    | 3000 m piani  | Oro       | 8'38"79     |                               |
| 2008 | Campionati africani | Addis Abeba | 5000 m piani  | Argento   | 15'50"19    |                               |
| 2008 | Giochi olimpici     | Pechino     | 5000 m piani  | Argento   | 15'44"12    |                               |
| 2009 | Mondiali            | Berlino     | 5000 m piani  | Bronzo    | 14'58"41    |                               |
| 2009 | Mondiali            | Berlino     | 10000 m piani | 5ª        | 30'52"37    |                               |
| 2010 | Mondiali indoor     | Doha        | 3000 m piani  | Oro       | 8'51"17     |                               |
| 2010 | Campionati africani | Nairobi     | 5000 m piani  | Argento   | 16'20"54    |                               |
| 2011 | Mondiali            | Taegu       | 5000 m piani  | Bronzo    | 14'56"94    |                               |
| 2011 | Mondiali            | Taegu       | 10000 m piani | dnf       | dnf         |                               |
| 2012 | Mondiali indoor     | Istanbul    | 3000 m piani  | Argento   | 8'38"26     |                               |
| 2012 | Giochi olimpici     | Londra      | 5000 m piani  | Oro       | 15'04"25    |                               |
| 2013 | Mondiali            | Mosca       | 5000 m piani  | Oro       | 14'50"19    |                               |
| 2016 | Mondiali indoor     | Portland    | 3000 m piani  | Argento   | 8'54"26     |                               |

## Campionati nazionali
1999
- 6ª ai campionati etiopi, 10000 m piani - 33'54"41

2003
- Argento ai campionati etiopi, 5000 m piani - 16'17"5
- Oro ai campionati etiopi, 3000 m piani - 9'17"9

2004
- Oro ai campionati etiopi, 3000 m piani - 9'16"8

2006
- Oro ai campionati etiopi, 5000 m piani - 15'42"06

## Altre competizioni internazionali
2001
- 7ª al Bauhaus-Galan ( Stoccolma), 5000 m piani - 15'17"52
- 12ª all'Herculis ( Monaco), 3000 m piani - 9'07"11

2002
- 10ª al Memorial Van Damme ( Bruxelles), 3000 m piani - 8'40"28

2003
- 4ª alla World Athletics Final ( Monaco), 3000 m piani - 8'38"31
- Oro al Golden Gala ( Roma), 5000 m piani - 14'40"34
- 4ª ai Bislett Games ( Oslo), 5000 m piani - 14'43"46
- Argento all'Athletissima ( Losanna), 3000 m piani - 8'43"36

2004
- Oro alla World Athletics Final ( Monaco), 3000 m piani - 8'36"46
- Bronzo al Golden Gala ( Roma), 5000 m piani - 14'44"81

2005
- Oro alla World Athletics Final ( Monaco), 3000 m piani - 8'47"26
- Oro alla World Athletics Final ( Monaco), 5000 m piani - 14'45"87
- Oro al Memorial Van Damme ( Bruxelles), 5000 m piani - 14'28"98
- Bronzo al Golden Gala ( Roma), 5000 m piani - 14'32"90

2006
- Oro alla World Athletics Final ( Stoccarda), 3000 m piani - 8'34"22
- Argento alla World Athletics Final ( Stoccarda), 5000 m piani - 16'04"78
- Oro in Coppa del mondo ( Atene), 5000 m piani - 14'39"11
- Oro all'USATF New York City Grand Prix ( New York), 5000 m piani - 14'24"53
- Argento al Golden Gala ( Roma), 5000 m piani - 14'53"51
- Argento al Meeting de Paris ( Parigi), 5000 m piani - 14'54"30
- Oro all'ISTAF Berlin ( Berlino), 5000 m piani - 15'02"51
- Oro al Bauhaus-Galan ( Stoccolma), 3000 m piani - 8'24"66

2007
- Oro ai Bislett Games ( Oslo), 5000 m piani - 14'16"63
- Oro alla World Athletics Final ( Stoccarda), 3000 m piani - 8'27"24
- Oro al Memorial Van Damme ( Bruxelles), 2 miglia - 8'58"58

2008
- Oro alla World Athletics Final ( Stoccarda), 3000 m piani - 8'43"60
- Oro alla World Athletics Final ( Stoccarda), 5000 m piani - 14'53"82
- Oro al Bauhaus-Galan ( Stoccolma), 5000 m piani - 14'12"88
- Argento al Memorial Van Damme ( Bruxelles), 5000 m piani - 14'25"52
- Oro al Prefontaine Classic ( Eugene), 5000 m piani - 14'38"73

2009
- Oro alla World Athletics Final ( Salonicco), 3000 m piani - 8'30"15
- Oro alla World Athletics Final ( Salonicco), 5000 m piani - 15'25"31
- Oro ai Bislett Games ( Oslo), 5000 m piani - 14'36"38

2010
- Oro in Coppa continentale ( Spalato), 3000 m piani - 9'03"33
- Oro al Bauhaus-Galan ( Stoccolma), 5000 m piani - 14'42"46
- Argento all'Athletissima ( Losanna), 3000 m piani - 8'36"09
- Argento all'Adidas Grand Prix ( New York), 1500 m piani - 4'02"00

2011
- Oro al Meeting de Paris ( Parigi), 5000 m piani - 14'29"52
- Oro ai Bislett Games ( Oslo), 5000 m piani - 14'37"32

2012
- Argento al Golden Gala ( Roma), 5000 m piani - 14'35"65
- Argento al Doha Diamond League ( Doha), 3000 m piani - 8'46"49

2013
- Vincitrice della Diamond League nella specialità dei 3000 / 5000 m piani (18 punti)
- Oro ai Bislett Games ( Oslo), 5000 m piani - 14'26"90
- Argento allo Shanghai Golden Grand Prix ( Shanghai), 5000 m piani - 14'47"76
- Oro al Bauhaus-Galan ( Stoccolma), 3000 m piani - 8'30"29
- Argento alla Great North Run ( Newcastle upon Tyne) - 1h06'09"

2018
- 8ª alla Maratona di Amsterdam ( Amsterdam) - 2h27'25"

## Riconoscimenti
- Atleta mondiale dell'anno (2007)